# NAACP Image Awards 2021
Die 52. NAACP Image Awards, die von der NAACP verliehen werden, wurden am 27. März 2021 auf Black Entertainment Television (BET) und auf den Schwesterfernsehsendern im ViacomCBS Networks ausgestrahlt. CBS strahlte die Verleihung zum ersten Mal aus. Neben der Hauptverleihung am 27. März wurden die anderen Awards vom 22. bis zum 26. März verliehen und auf der Website der Veranstaltung per Livestream gezeigt. Die Veranstaltung fand im Pasadena Civic Auditorium in Pasadena, Kalifornien statt.
Ausgezeichnet wurden People of Color in verschiedenen Kategorien im Bereich Film, Fernsehen Musik und Literatur für ihre Leistungen im Kalenderjahr 2020. Moderator war Anthony Anderson.
Die Nominierungen wurden am 4. Februar 2021 verkündet.

## Film
| Bester Film | Beste Regie |
| --- | --- |
| - Bad Boys for Life - Da 5 Bloods - Jingle Jangle Journey: Abenteuerliche Weihnachten! ( Jingle Jangle: A Christmas Journey) - Ma Rainey’s Black Bottom - One Night in Miami | - Gina Prince-Bythewood – The Old Guard - David E. Talbert – Jingle Jangle Journey: Abenteuerliche Weihnachten! (Jingle Jangle: A Christmas Journey) - George C. Wolfe – Ma Rainey’s Black Bottom - Radha Blank – Mein 40-jähriges Ich (The 40-Year-Old Version) - Regina King – One Night in Miami                        |
| Bester Hauptdarsteller | Beste Hauptdarstellerin |
| - Chadwick Boseman – Ma Rainey’s Black Bottom - Anthony Mackie – The Banker - Delroy Lindo – Da 5 Bloods - Forest Whitaker – Jingle Jangle Journey: Abenteuerliche Weihnachten! (Jingle Jangle: A Christmas Journey) - Will Smith – Bad Boys for Life                                            | - Viola Davis – Ma Rainey’s Black Bottom - Issa Rae – The Photograph - Janelle Monáe – Antebellum - Madalen Mills – Jingle Jangle Journey: Abenteuerliche Weihnachten! (Jingle Jangle: A Christmas Journey) - Tracee Ellis Ross – The High Note                                                                            |
| Bester Nebendarsteller | Beste Nebendarstellerin |
| - Chadwick Boseman – Da 5 Bloods - Aldis Hodge – One Night in Miami - Clarke Peters – Da 5 Bloods - Colman Domingo – Ma Rainey’s Black Bottom - Glynn Turman – Ma Rainey’s Black Bottom | - Phylicia Rashād – Jingle Jangle Journey: Abenteuerliche Weihnachten! (Jingle Jangle: A Christmas Journey) - Anika Noni Rose – Jingle Jangle Journey: Abenteuerliche Weihnachten! (Jingle Jangle: A Christmas Journey) - Gabourey Sidibe – Antebellum - Nia Long – The Banker - Taylour Paige – Ma Rainey’s Black Bottom  |
| Bester ausländischer Film | Bester Independentfilm |
| - La Nuit des Rois (Frankreich) - Ainu Mosir (Japan) - His House (Vereinigtes Königreich) - The Last Tree (Vereinigtes Königreich) - Du hast das Leben vor dir (La vita davanti a sé) (Italien)                                                                                                  | - The Banker - Emperor – Vom Sklaven zur Legende (Emperor) - Farewell Amor - Miss Juneteenth - The 24th |
| Bester Newcomer | Bestes Ensemble |
| - Madalen Mills – Jingle Jangle Journey: Abenteuerliche Weihnachten! (Jingle Jangle: A Christmas Journey) - Dayo Okeniyi – Emperor – Vom Sklaven zur Legende (Emperor) - Dominique Fishback – Project Power - Jahi Di’Allo Winston – Charm City Kings - Jahzir Bruno – Hexen hexen (The Witches) | - Ma Rainey’s Black Bottom - Emperor – Vom Sklaven zur Legende (Emperor) - Farewell Amor - Miss Juneteenth - The 24th |
| Bester Animationsfilm | Beste Synchronisation – Film |
| - Soul - Onward: Keine halben Sachen (Onward) - Die bunte Seite des Monds (Over the Moon) - Scooby! Voll verwedelt (Scoob!) - Trolls World – Voll vertrollt! (Trolls World Tour) | - Jamie Foxx – Soul - Ahmir Khalib Thompson – Soul - Angela Bassett – Soul - Chris Rock – Hexen hexen (The Witches) - Phylicia Rashād – Soul |
| Bester Kurzfilm | Bester Kurz-Animationsfilm |
| - Black Boy Joy - Baldwin Beauty - Gets Good Light - Home - & Mrs. Ellis | - Canvas - Cops and Robbers - Loop - The Power of Hope - Windup |
| Kreativ-Newcomer (Motion Picture) | Bestes Drehbuch |
| - Nadia Hallgren – Becoming - Loira Limbal – Through the Nigh - Melissa Haizlip – Mr. Soul! - Radha Blank – Mein 40-jähriges Ich (The 40-Year-Old Version) - Remi Weekes – His House | - Radha Blank – Mein 40-jähriges Ich (The 40-Year-Old Version) - David E. Talbert – Jingle Jangle Journey: Abenteuerliche Weihnachten! (Jingle Jangle: A Christmas Journey) - Kemp Powers – One Night in Miami - Lee Isaac Chung – Minari – Wo wir Wurzeln schlagen (Minari) - Pete Docter, Kemp Powers, Mike Jones – Soul |

## Fernsehen

### Drama
| Beste Dramaserie | Beste Dramaserie |
| --- | --- |
| - Power Book II: Ghost - All Rise – Die Richterin (All Rise) - Bridgerton - Lovecraft Country - This Is Us – Das ist Leben (This Is Us) | |
| Bester Hauptdarsteller in einer Dramaserie | Bester Hauptdarsteller in einer Dramaserie |
| - Regé-Jean Page – Bridgerton - Sterling K. Brown – This Is Us – Das ist Leben (This Is Us) - Keith David – Greenleaf - Jonathan Majors – Lovecraft Country - Nicco Annan – P-Valley                                                                       | - Viola Davis – How to Get Away with Murder - Angela Bassett – 9-1-1 - Simone Missick – All Rise – Die Richterin (All Rise) - Jurnee Smollett – Lovecraft Country - Brandee Evans – P-Valley                                                                    |
| Bester Nebendarsteller in einer Dramaserie | Beste Nebendarstellerin in einer Dramaserie |
| - Cliff „Method Man“ Smith – Power Book II: Ghost - Delroy Lindo – The Good Fight - Michael K. Williams – Lovecraft Country - Jeffrey Wright – Westworld - J. Alphonse Nicholson – P-Valley                                                                | - Mary J. Blige – Power Book II: Ghost - Lynn Whitfield – Greenleaf - Susan Kelechi Watson – This Is Us – Das ist Leben (This Is Us) (NBC) - Aunjanue Ellis – Lovecraft Country - Adjoa Andoh – Bridgerton                                                      |
| Beste Regie in einer Dramaserie | Bestes Drehbuch in einer Dramaserie |
| - Hanelle M. Culpepper – Star Trek: Picard – Remembrance - Cheryl Dunye – Lovecraft Country – Strange Case - Misha Green – Lovecraft Country – Jig-a-Bobo - Nzingha Stewart – Little Fires Everywhere – The Uncanny - Steve McQueen – Small Axe – Mangrove | - Attica Locke – Little Fires Everywhere – The Spider Web - Erika L. Johnson & Mark Richard – The Good Lord Bird – A Wicked Plot - Jessica Lamour – Little Voice – Love Hurts - Katori Hall – P-Valley – Perpetratin’ - Tanya Barfield – Mrs. America – Shirley |

### Comedy
| Beste Comedy-Serie | Beste Comedy-Serie |
| --- | --- |
| - Insecure - BlackAF - Black-ish - Grown-ish - The Last O.G. | |
| Bester Hauptdarsteller in einer Comedy-Serie | Beste Hauptdarstellerin in einer Comedy-Serie |
| - Anthony Anderson – Black-ish - Cedric the Entertainer – The Neighborhood - Don Cheadle – Black Monday - Tracy Morgan – The Last O.G. - Idris Elba – In the Long Run | - Issa Rae – Insecure - Tracee Ellis Ross – black-ish - Regina Hall – Black Monday - Folake Olowofoyeku – Bob Hearts Abishola - Yara Shahidi – Grown-ish |
| Bester Nebendarsteller in einer Comedy-Serie | Beste Nebendarstellerin in einer Comedy-Serie |
| - Deon Cole – Black-ish - Andre Braugher – Brooklyn Nine-Nine - Jay Ellis – Insecure - Kenan Thompson – Saturday Night Live - Laurence Fishburne – Black-ish | - Marsai Martin – Black-ish - Tichina Arnold – The Neighborhood - Jenifer Lewis – Black-ish - Natasha Rothwell – Insecure - Yvonne Orji – Insecure |
| Beste Regie in einer Comedy-Serie | Bestes Drehbuch in einer Comedy-Serie |
| - Anya Adams – Black-ish – Hair Day - Aurora Guerrero – Little America – The Jaguar - Eric Dean Stanton – Black-ish – Our Wedding Dre - Kabir Akhtar – Noch nie in meinem Leben … (Never Have I Ever…) – …started a nuclear war - Sam Miller, Michaela Coel – I May Destroy You – Ego Death | - Michaela Coel – I May Destroy You – Ego Death - Issa Rae – Insecure – Lowkey feelin’ Myself - Lee Eisenberg, Emily V. Gordon & Kumail Nanjiani – Little America – The Rock - Mindy Kaling & Lang Fisher – Noch nie in meinem Leben … (Never Have I Ever…) – Pilot - Rajiv Joseph – Little America – The Manager |

### Fernsehfilm, Miniserie oder Special
| Bester Fernsehfilm, Miniserie oder Special | Bester Fernsehfilm, Miniserie oder Special |
| --- | --- |
| - Self Made: Das Leben von Madam C.J. Walker (Self Made) - Hamilton - Little Fires Everywhere - Sylvie’s Love - The Clark Sisters: First Ladies of Gospel | |
| Bester Hauptdarsteller in einem Fernsehfilm oder Miniserie | Beste Hauptdarstellerin in einem Fernsehfilm oder Miniserie |
| - Blair Underwood – Self Made: Das Leben von Madam C.J. Walker (Self Made) - Chris Rock – Fargo - Daveed Diggs – Hamilton - Leslie Odom Jr. – Hamilton - Nnamdi Asomugha – Sylvie’s Love | - Octavia Spencer – Self Made: Das Leben von Madam C.J. Walker (Self Made) - Aunjanue Ellis – The Clark Sisters: First Ladies of Gospel - Kerry Washington – Little Fires Everywhere - Michaela Coel – I May Destroy You - Tessa Thompson – Sylvie’s Love |
| Beste Regie in einem Fernsehfilm oder Special | Bestes Drehbuch in einem Fernsehfilm oder Special |
| - Eugene Ash – Sylvie’s Love - Beyoncé Knowles-Carter, Emmanuel Adeji, Blitz Bazawule & Kwasi Fordjour – Black Is King - Christine Swanson – The Clark Sisters: First Ladies of Gospel - Chuck Vinson & Alan Muraoka – The Power of We: A Sesame Street Special - Kamilah Forbes – Between the World and Me | - Geri Cole – The Power of We: A Sesame Street Special - Bashir Salahuddin, Diallo Riddle, Emily Goldwyn, Rodney Carter, Rob Haze, Will Miles & Zuri Salahuddin – Sherman's Showcase (Black History Month Spectacular) - Eugene Ashe – Sylvie's Love - Lin-Manuel Miranda – Hamilton - Sylvia L. Jones & Camille Tucker – The Clark Sisters: First Ladies of Gospel |

### Reality-Serie und Varieté-Shows
| Beste Talkshow | Beste Reality- oder Gameshow |
| --- | --- |
| - Red Table Talk - The Daily Show with Trevor Noah - The Oprah Conversation - The Shop: Uninteruppted - The Tamron Hall Show                                                  | - Celebrity Family Feud - Iyanla: Fix My Life - Shark Tank - United Shades of America with W. Kamau Bell - Voices of Fire |
| Beste Nachrichtensendung | Bester Moderator einer Talkshow |
| - The New York Times Presents "The Killing of Breonna Taylor" - AM Joy: Remembering John Lewis Special - Desus & Mero: The Obama Interview - The Color of COVID - The ReidOut | - Trevor Noah – The Daily Show with Trevor Noah - LeBron James – The Shop: Uninterrupted - Don Lemon – CNN Tonight with Don Lemon - Jada Pinkett Smith – Red Table Talk - Joy Reid – The ReidOut                             |
| Outstanding Variety Show | Bester Moderator einer Reality-, Game- oder Varietée-Show |
| - Verzuz - 8:46 - Black is King - The Fresh Prince of Bel-Air Reunion - Yvonne Orji: Momma I Made It!                                                                         | - Steve Harvey – Celebrity Family Feud - Alfonso Ribeiro – America's Funniest Home Videos - Iyanla Vanzant – Iyanla: Fix My Life - W. Kamau Bell – United Shades of America with W. Kamau Bell - RuPaul – RuPaul's Drag Race |

### Weitere Kategorien
| Beste Kurzserie | Bester Darsteller in einer Kurzserie |
| --- | --- |
| - #FreeRayshawn - CripTales - Lazor Wulf - Mapleworth Murders - Sincerely, Camille | - Laurence Fishburne – #FreeRayshawn - Giancarlo Esposito – The Broken and the Bad - J.B. Smoove – Mapleworth Murders - Jasmine Cephas Jones – #FreeRayshawn - Stephan James – #FreeRayshawn |
| Beste Animationsserie | Beste Kinderserie |
| - Doc McStuffins, Spielzeugärztin (Doc McStuffins) - Big Mouth - Central Park - She-Ra und die Rebellen-Prinzessinnen (She-Ra and the Princesses of Power) - Star Trek: Lower Decks                                                                         | - Familienanhang (Family Reunion) - Bookmarks: Celebrating Black Voices - Craig of the Creek - Zuhause bei Raven (Raven's Home) - We Are the Dream: The Kids of the Oakland MLK Oratorical   |
| Beste Synchronisation (Fernsehen) | |
| - Laya DeLeon Hayes – Doc McStuffins, Spielzeugärztin (Doc McStuffins) - Aisha Tyler – Archer - Courtney B. Vance – Hollywood's Architect: The Paul R. Williams Story - Dawnn Lewis – Star Trek: Lower Decks - Deon Cole – Kipo and the Age of Wonderbeasts | |

### Schauspiel
| Bester Kinderdarsteller | Bester Gaststar |
| --- | --- |
| - Marsai Martin – Black-ish - Miles Brown – Black-ish - Lexi Underwood – Little Fires Everywhere - Alex R. Hibbert – The Chi - Lyric Ross – This Is Us – Das ist Leben (This Is Us) | - Loretta Devine – P-Valley - Chris Rock – Saturday Night Live - Issa Rae – Saturday Night Live - Courtney B. Vance – Lovecraft Country - Dave Chappelle – Saturday Night Live |

## Dokumentation
| Bestes Drehbuch einer Dokumentation | Beste Regie in einer Dokumentation |
| --- | --- |
| Melissa Haizlip – Mr. SOUL! - Mary Mazzio, A Most Beautiful Thing - Nile Cone, The Beat Don't Stop - Royal Kennedy Rodgers, Hollywood's Architect: The Paul R. Williams Story - Yoruba Richen, Elia Gasull Balada, Valerie Thomas, The Sit-In: Harry Belafonte Hosts the Tonigh | - Keith McQuirter – By Whatever Means Necessary: The Times of Godfather of Harlem - Muta'Ali, Yusuf Hawkins: Storm Over Brooklyn - Sam Pollard, Maro Chermayeff, Atlanta's Missing and Murdered: The Lost Children (Ep. 1 & 2) - Simcha Jacobovici, Enslaved: The Lost History of the Transatlantic Slave Trade - Yoruba Richen, The Sit-In: Harry Belafonte Hosts the Tonight Show |

## Musik
| Bestes Album | Bester Newcomer |
| --- | --- |
| - Chilombo – Jhené Aiko - Alicia – Alicia Keys - B7 – Brandy - Bigger Love – John Legend - The Wild Card – Ledisi | - Doja Cat – Say So - Chika – High Rises - D Smoke – Black Habits - Giveon – When It's All Said and Done - Skip Marley – Higher Place |
| Bester Sänger | Beste Sängerin |
| - Drake - Big Sean - Black Thought - Charlie Wilson - John Legend | - Beyoncé - H.E.R. - Jazmine Sullivan - Ledisi - Alicia Keys |
| Beste Band, Duo oder Kollaboration (Traditional) | Beste Band, Duo oder Kollaboration (Contemporary) |
| - Chloe x Halle – Wonder What She Thinks of Me - Alicia Keys feat. Jill Scott – Jill Scott - Jimmy Jam and Terry Lewis feat. Babyface – He Don't Know Nothin' Bout It - Kem feat. Toni Braxton – Live Out Your Love - Ledisi and PJ Morton – Anything for You | - Megan Thee Stallion feat. Beyoncé – Savage (Remix) - Alicia Keys feat. Khalid – So Done - Big Sean feat. Nipsey Hussle – Deep Reverence - Chloe x Halle – Do It - Jhené Aiko feat. H.E.R. – B.S. |
| Bestes Musik- oder Konzertvideo | Bester Soundtrack oder Sampler |
| - Brown Skin Girl – Beyoncé, Wizkid, Saint Jhn, Blue Ivy Carter - I Can't Breathe – H.E.R. - Anything For You – Ledisi - Black Is King – Beyoncé - Do It – Chloe x Halle                                                                                      | - Soul Original Motion Picture Soundtrack – Trent Reznor, Atticus Ross, Jon Batiste and Tom McDougall - Ma Rainey's Black Bottom (Music from the Netflix Film) – Branford Marsalis - Insecure: Music from the HBO Original Series – Various Artists - Jingle Jangle: A Christmas Journey – Various Artists - The First Ladies of Gospel: The Clark Sisters Biopic Soundtrack – Donald Lawrence |
| Bestes Gospel- oder christliches Album | Bester Gospel- oder christlicher Song |
| - The Return – The Clark Sisters - Chosen Vessel – Marvin Sapp - Gospel according to John – PJ Morton - I Am – Koryn Hawthorne - Kierra – Kierra Sheard | - Touch from You – Tamela Mann - All in His Plan – PJ Morton - Never Lost – CeCe Winans - Something Has To Break – Kierra Sheard feat. Tasha Cobbs-Leonard - Strong God – Kirk Franklin |
| Bestes Jazzalbum – Instrumental | Bestes Jazzalbum – Vocal |
| Music From and Inspired By Soul– Jon Batiste - - Be Water– Christian Sands - Omega – Immanuel Wilkins - Reciprocity – George Burton - The Iconoclast – Barry Stephenson                                                                                       | - Holy Room – Live at Alte Oper – Somi - Donny Duke and Wonder – Nathan Mitchell - Pulling Off The Covers – Mike Phillips - Stronger – Jeff Bradshaw - The Eddy (From The Netflix Original Series) – Various artists |
| Bester Soul-/R&B-Song | Bester Hip-Hop-/Rap-Song |
| - Do It – Chloe x Halle - I Can't Breathe – H.E.R. - Anything for You – Ledisi - B.S. – Jhené Aiko feat. H.E.R - Black Parade – Beyoncé | - Savage (Remix) – Megan Thee Stallion feat. Beyoncé - Deep Reverence – Big Sean feat. Nipsey Hussle - Cool Off – Missy Elliott - Laugh Now Cry Later – Drake feat. Lil Durk - Life Is Good – Future feat. Drake |
| Bester internationaler Song | Bester Produzent |
| - Lockdown – Original Koffee - Blessed – Buju Banton - Pressure (Remix) – Original Koffee feat. Buju Banton - Tanana – Davido feat. Tiwa Savage - Temptation – Tiwa Savage                                                                                    | - Hit-Boy - Donald Lawrence - Jathan Wilson - Sean Keys - TM88 |

## Sonderpreise
| President's Award                                                           |
| --------------------------------------------------------------------------- |
| - LeBron James                                                              |
| Chairman's Award                                                            |
| - Rev. James Lawson                                                         |
| Vanguard Award                                                              |
| - Bethann Hardison                                                          |
| Entertainer of the Year                                                     |
| - D-Nice - Regina King - Viola Davis - Trevor Noah - Tyler Perry            |
| Social Justice Impact Award                                                 |
| - Stacey Abrams - April Ryan - Debbie Allen - LeBron James - Tamika Mallory |
| Jackie Robinson Sports Award                                                |
| - Stephen Curry and WNBA Players Association                                |
| Hall of Fame Award                                                          |
| - Eddie Murphy                                                              |